# Joseph Bruchac
Joseph Bruchac (* 16. Oktober 1942 in Saratoga Springs, New York) ist ein indianisch-amerikanischer Autor und Mitglied der Abenaki-Stammesgruppe. Neben seinen Veröffentlichungen als Dichter und Romanautor schreibt Bruchac Kinderbücher und wirkt als Herausgeber und Verleger von Sammlungen zeitgenössischer indianisch-amerikanischer Autoren. Bruchac ist Mitglied der Poetry Society of America und des P.E.N.-Clubs.

## Leben
Bruchac studierte Literatur an der Cornell University, erhielt seinen M.A. an der Syracuse University und schrieb 1975 seine Ph.D.-Dissertation in Komparatistik am Union Institute in Cincinnati. Im Auftrag des Skidmore College leitete er acht Jahre lang ein College-Programm in einem Hochsicherheitsgefängnis.
Gemeinsam mit seiner Frau Carol gründete er das Greenfield Review Literary Center, eine gemeinnützige Organisation in Greenfield Center, New York, und den Verlag The Greenfield Review Press.
Bruchac veröffentlichte über 70 Bücher; seine Gedichte und Kurzgeschichten erschienen in über 500 Publikationen. Seine Anthologie Breaking Silence wurde 1984 mit dem American Book Award ausgezeichnet. Außerdem erhielt er 1972 ein Stipendium des New York State Arts Council, später eine Writing Fellowship for Poetry des National Endowment for the Arts, den Cherokee Nation Prose Award, den Knickerbocker Award, den Hope S. Dean Award for Notable Achievement in Children's Literature und im Jahr 1998 zwei Preise des Wordcraft Circle of Native Writers and Storytellers (Writer of the Year und Storyteller of the Year Award). 1999 wurde ihm vom Native Writers Circle of the Americas der Lifetime Achievement Award  verliehen.

## Werke
- Canticle. Cold Mountain Press, Austin TX 1974 („poetry postcard“)
- Entering Onondaga. Poems. Cold Mountain Press, Austin TX 1978, ISBN 0-915496-07-0 (Paperback)
- Stone Giants and Flying Heads. Adventure Stories of the Iroquois. The Crossing Press, Trumansburg NY 1978, ISBN 0-89594-007-8
Deutsche Übersetzung: Steinerne Riesen und fliegende Köpfe. Abenteuerliche Geschichten der Irokesen. Verlag für Interkulturelle Kommunikation, Frankfurt am Main 1983, ISBN 3-88939-005-6 (übersetzt von Jürgen Abi Schmitt)
- The Wind Eagle and Other Abenaki Stories. Greenfield Review Press, Greenfield Center NY 1985, ISBN 0-912678-64-X
Deutsche Übersetzung: Der Windadler und andere Erzählungen der Abenaki. Herder, Wien/Freiburg/Basel 1987, ISBN 3-210-24839-7 (übersetzt von Käthe Recheis)
- Dawn Land: A Novel. Fulcrum Publishing, Golden CO 1993, ISBN 1-55591-134-X
- Fox Song. Philomel Books, New York 1993, ISBN 0-399-22346-0
- A Boy Called Slow. The True Story of Sitting Bull. Philomel Books, New York 1994, ISBN 0-399-22692-3
Deutsche Übersetzung: Sie nannten ihn Slon-he. Die Geschichte des Sitting Bull. KeRLE im Verlag Herder, Freiburg/Wien/Basel 1997, ISBN 3-451-70205-3 (übersetzt von Käthe Recheis)
- Between Earth & Sky. Legends of Native American Sacred Places. Dial Books for Young Readers, New York 1996, ISBN 0-15-200042-9
- Eagle Song. Dial Books, New York 1997, ISBN 0-8037-1918-3
- Bowman’s Store. A Journey to Myself. Dial Books, New York 1997, ISBN 0-8037-1997-3
- The Arrow Over the Door. Dial Books, New York 1998, ISBN 0-8037-2078-5
- Heart of a Chief. Dial Books, New York 1998, ISBN 0-8037-2276-1
- Many Nations: An Alphabet of Native America. Troll Communications, 1998, ISBN 0-8167-4460-2
- The Winter People. Dial Books, New York 2002, ISBN 0-8037-2694-5
- Code Talker: A Novel About the Navajo Marines of World War Two. Dial Books, New York 2005, ISBN 0-8037-2921-9
- Wabi. Dial Books, New York 2006, ISBN 0-8037-3098-5

### Als Herausgeber
- Aftermath: An Anthology of Poems in English from Africa, Asia, and the Caribbean. Greenfield Review Press, Greenfield Center NY 1977, ISBN 0-912678-22-4 (gemeinsam mit Roger Weaver)
- The Next World. Poems by 32 Third World Americans. The Crossing Press, Trumansburg NY 1978, ISBN 0-89594-009-4
- Songs from This Earth on Turtle's Back: Contemporary American Indian Poetry. Greenfield Review Press, Greenfield Center NY 1983, ISBN 0-912678-58-5
- Breaking Silence. An Anthology of Contemporary Asian American Poets. Greenfield Review Press, Greenfield Center NY 1983, ISBN 0-912678-59-3
- North Country: An Anthology of Contemporary Writing From the Adirondacks and the Upper Hudson Valley. Greenfield Review Press, Greenfield Center NY 1986, ISBN 0-912678-65-8 (gemeinsam mit Craig Hancock, Alice Gilborn und Jean Rikhoff)
- Survival This Way. Interviews with American Indian Poets. University of Arizona Press, Tucson 1987, ISBN 0-8165-1024-5
- Returning the Gift: Poetry and Prose from the First North American Native Writers' Festival. University of Arizona Press, Tucson 1994, ISBN 0-8165-1486-0
- Aniyunwiya / Real Human Beings. An Anthology of Contemporary Cherokee Prose. Greenfield Review Press, Greenfield Center NY 1995, ISBN 0-912678-92-5

### Sammelbände auf Deutsch
- Long Memory and other poems / Langes Gedächtnis und andere Gedichte. WURF-Verlag, Münster 1989, ISBN 3-923881-29-0 (übersetzt von Hartmut Lutz).